# Schizofrenia (videogioco)
Schizofrenia è un videogioco pubblicato nel 1985 per Commodore 64 e ZX Spectrum dalla Quicksilva. Venne ripubblicato dalla Bug-Byte nel 1987 con il titolo Headstart (o Head Start nella schermata iniziale su Commodore 64). Consiste nell'attivare meccanismi e risolvere rompicapi su scenari a piattaforme, mentre un doppione del protagonista cerca di intralciarlo. Il gioco ricevette recensioni negative o medie dalla stampa, e venne spesso descritto come molto difficile da controllare.

## Trama
Alphonse è l'inserviente di uno scienziato pazzo e si occupa delle pulizie nei suoi laboratori. Mentre curiosa tra le apparecchiature in assenza del padrone aziona accidentalmente uno sdoppiatore di persone e crea una copia fisica di sé stesso con una differente personalità. Alphonse I cerca quindi di raggiungere la camera di ricombinazione per riunificarsi con Alphonse II e nel contempo deve anche completare i propri doveri per non essere licenziato. Ma Alphonse II è del parere opposto e cerca di evitare la riunificazione e disfare tutto ciò che fa l'originale.

## Modalità di gioco
Il giocatore controlla l'Alphonse originale attraverso cinque livelli ambientati nei laboratori dello scienziato. Ogni livello è un'area a schermo fisso dotata di profondità tridimensionale, con piattaforme, scalinate e dopo il primo livello anche ascensori. L'obiettivo è risolvere specifici rompicapi, attivando interruttori e altri meccanismi. Nel frattempo Alphonse II è sempre presente e vaga compiendo azioni che tendono a disfare il lavoro fatto da Alphonse I. Entrambi si muovono per lo schermo con una curiosa andatura saltellante, sollevando molto le ginocchia.
Alphonse può camminare in tutte le direzioni e per compiere le varie azioni, come tirare leve e spingere casse, deve posizionarsi in modo preciso e combinare l'uso del pulsante di fuoco con i movimenti. Anche per salire le scale servono saltelli esatti per ogni gradino, altrimenti si cade fino a terra. Le cadute da altezze elevate fanno perdere una vita. Se si incrocia Alphonse II, il protagonista viene colpito e brevemente stordito, con il rischio di cadere in alcuni punti.
Gli obiettivi di ciascun livello sono:
1. Azionare gli interruttori del tempo e del punteggio e aprire un enorme portone togliendo i fermi che lo bloccano.
2. Mettere a posto una serie di casse con l'aiuto degli ascensori.
3. Allineare sei ascensori che si possono commutare solo a gruppi di tre.
4. Accendere tutte le luci. Le stanze buie tuttavia possono essere sfruttate per intrappolare Alphonse II.
5. Commutare i numerosi interruttori del ricombinatore e infine attivare l'apparecchiatura quando Alphonse II ci passa davanti.

La confezione originale fornisce un aiuto opzionale sotto forma di un cartoncino con cinque aree argentate, da grattare per svelare la soluzione di ciascun livello.